# 県道154号 (台湾)
県道154号（けんどう154ごう）は、雲林県麦寮郷から同県林内郷を結ぶ、全長43kmの台湾の県道である。

## 通過する自治体
- 雲林県
  - 麦寮郷
  - 崙背郷
  - 二崙郷
  - 西螺鎮
  - 莿桐郷
  - 林内郷

## 接続する道路
- 台17線
- 台61線
- 台19線
- 県道154甲線
- 県道145号
- 台1線
- 県道156号
- 県道154乙線
- 台3線

## 施設
- 陽明国小学校
- 油車国小学校
- 中山国小学校
- 六合国小学校

## 支線

### 甲線
県道154号甲線（けんどう154ごうこうせん）は、雲林県西螺鎮埔心から同県崙背郷を結ぶ全長、9.648kmの台湾の県道である。

#### 通過する自治体
- 雲林県
  - 西螺鎮
  - 二崙郷
  - 崙背郷

#### 接続する道路
- 県道154号
- 台19線

### 乙線
県道154号乙線（けんどう154ごうおつせん）は、雲林県莿桐郷饒平から同県古坑郷永光を結ぶ全長、17.529kmの台湾の県道である。

#### 通過する自治体
- 雲林県
  - 莿桐郷
  - 斗六市
  - 古坑郷

#### 接続する道路
- 県道154号
- 台3線
- 県道158甲線